# 丸さんのお早よう6時です
丸さんのお早よう6時です（まるさんのおはようろくじです）は、かつてニッポン放送の平日朝の時間帯で放送されていたラジオ番組。パーソナリティは放送作家の丸目狂之介。放送期間は1980年9月1日から1982年4月2日まで。

## 放送時間
- 毎週月曜日 - 金曜日　6:00 - 7:00

## 出演者
- パーソナリティ:丸目狂之介
- アシスタント:
  - 石渡洋子（1980年9月 - 1981年9月、月曜日・火曜日）
  - 竹野美智子（1980年9月 - 1981年9月、水曜日 - 金曜日）
  - 勝呂智子（1981年10月 - 1982年4月）

## 内包番組

### 1980年9月 -
- ニュース・天気予報
- おはようハミングリクエスト歌謡曲
- サンスポ情報・つり情報
- 心の灯
- 愉快・壮快・ホントカイ
- 早起き天気予報
- ニューモラルツーユー今日もありがとう（浜美枝）
- 今日も元気で!ふるさとヒットメロディ

### 1980年10月 -
- ニュース・天気予報
- おはようハミングリクエスト歌謡曲
- 今朝のスポーツ・芸能
- 心の灯
- 前略・私の物語
- おはよう天気予報
- ニューモラルツーユー今日もありがとう（浜美枝）
- 今日も元気で!ヒットメロディ